# 纪尧姆·圣若热
纪尧姆·圣若热（Guillaume Sanjorge，1990年—），是一位法国制片人和演员。他被认为是首位进入中国短剧（duanju）产业的法国创作者，并致力于将法语原创剧集推向亚洲市场。

## 生平
2007年，他创办了马赛短剧创作团体“Studio Phocéen”协会，其早期作品在Dailymotion上线后获得关注。
2011年，他创立了“Sanjorge”公司，专注于文化、政府机构与广告影像。

## 垂直短剧与国际传播
自2023年起，他将创作重心转向垂直短剧（duanju），这种剧集为手机观看设计。
2025年4月，他制作的《邻家奇遇记》（Next Door Adventures）成为首部登陆中国 Stardust TV 平台的法国系列剧，以法语拍摄、配八语言字幕，为浪漫幻想剧。
2025年8月，他作为受访者出现在《La Presse》的一篇文章中。这是一家创立于1884年的加拿大著名法语报纸，文章配有他的照片，并讨论了短剧（duanju）和竖屏微剧的兴起。

## 媒体评价
- 《Première》：“一部 100 % 法国原创剧集 […] 新一代《卡美洛传奇》？”[8]
- 《La Marseillaise》：“纪尧姆·圣若热年仅22岁，已明确方向；因项目简练，多位明星加盟。”[9]
- 《La Provence》：“中世纪幻想剧剧本来自马赛青年纪尧姆·圣若热。”[10]
- 《Télé-Loisirs》/《Télé 2 semaines》：报道《骑士学院》将中世纪人物置入现代真人秀。[11][12]
- 《Toute La Culture》：称他“年轻、有才华、创意丰富，推动电视界限”。[13]
- 《Sud Ouest》：报道其在圣克里斯托夫教堂拍摄幻想剧。[14]
- 《Var Matin》：报道高岛半岛作为拍摄地。[15]
- 《Purepeople》：报道他出席第六届“电视英雄节”开幕。[16]

## 代表作品
- 《甘多菲国王》（King Gandolfi）：导演、编剧、制片。[17]
- 《邻家奇遇记》（Next Door Adventures）：制片人、演员、编剧。[18]
- 《琥珀》（Amber）：心理惊悚短剧。[19][20]
- 《兄弟一分钟》（Bro’s Minute）：都市兄弟喜剧。[21]
- 《民兵》（The Militianem）：密室惊悚短剧。[22]

## 纪录片
他在 Canal+ 纪录片《阿斯特里克斯与乌德佐的心理剖析》中担任摄影师。

## 学术与引用
- 入选法国国家图书馆（BNF）2018、2024 年网络视频研究报告，列为代表性创作者之一。[24]
- 于 Gérald Michiara 著作《Major Gérald》中提及其协作与YouTube推广。[25]

## 放映活动
2024年11月与2025年6月，他于巴黎主持两场 duanju 国际放映会，推动该格式欧洲发展。